# (8101) Yasue
(8101) Yasue est un astéroïde de la ceinture principale.

## Description
(8101) Yasue est un astéroïde de la ceinture principale. Il fut découvert le 15 décembre 1993 à Ōizumi par Takao Kobayashi. Il présente une orbite caractérisée par un demi-grand axe de 2,88 UA, une excentricité de 0,06 et une inclinaison de 3,4° par rapport à l'écliptique.

## Compléments